# جيسيكا أملي
جيسيكا كيلسي أملي (بالإنجليزية: Jessica Kelsey Amlee)‏ (من مواليد 17 يوليو 1994 في كيلونا، كندا) هي ممثلة تلفزيونية وأفلام كندية.

## روابط خارجية
- جيسيكا أملي على موقع IMDb (الإنجليزية)
- جيسيكا أملي على موقع ألو سيني (الفرنسية)
- جيسيكا أملي على موقع أول موفي (الإنجليزية)
- جيسيكا أملي على موقع قاعدة بيانات الأفلام السويدية (السويدية)
- جيسيكا أملي على موقع قاعدة بيانات الفيلم (الإنجليزية)
- جيسيكا أملي على موقع كينوبويسك (الروسية)